# Municipio de Baker (Misuri)
El municipio de Baker (en inglés: Baker Township) es un municipio ubicado en el condado de Linn en el estado estadounidense de Misuri. En el año 2010 tenía una población de 196 habitantes y una densidad poblacional de 1,62 personas por km².

## Geografía
El municipio de Baker se encuentra ubicado en las coordenadas 39°54′57″N 92°55′28″O / 39.91583, -92.92444. Según la Oficina del Censo de los Estados Unidos, el municipio tiene una superficie total de 120.93 km², de la cual 120,32 km² corresponden a tierra firme y (0,51 %) 0,61 km² es agua.

## Demografía
Según el censo de 2010, había 196 personas residiendo en el municipio de Baker. La densidad de población era de 1,62 hab./km². De los 196 habitantes, el municipio de Baker estaba compuesto por el 99,49 % blancos, el 0,51 % eran de otras razas. Del total de la población el 0 % eran hispanos o latinos de cualquier raza.